# La Selle-en-Coglès
La Selle-en-Coglès era un comune francese di 594 abitanti situato nel dipartimento dell'Ille-et-Vilaine nella regione della Bretagna.
Il 1º gennaio 2017 si fuso con Montours e Coglès per formare il nuovo comune di Portes-du-Coglais di cui è comune delegato.

## Società

### Evoluzione demografica
Abitanti censiti